# آسمان در آتش
آسمان‌خراش در آتش (به انگلیسی: Sky on Fire) یک فیلم سینمایی چینی محصول سال ۲۰۱۶ در ژانر فیلم اکشن به کارگردانی رینگو لام و با بازی دانیل وو، ژانگ روین، ژانگ_جینگچو می‌باشد. این فیلم آخرین اثر رینگو لام پیش از مرگ وی در سال ۲۰۱۸ است.

## بازیگران
- دانیل وو[۱]
- ژانگ روین[۱]
- ژانگ جینگچو[۱]
- جوزف چانگ[۱]
- زردآلو[۱]
- فن گوانگ یو[۱]
- وین لای[۱]
- فیلیپ کیون[۱]
- چیانگ سیو-فای[۱]
- یینگ باتو[۱]

## داستان
داستان در مورد نگهبانی امنیتی می‌باشد که وارد بازی خطر ناکی جهت حفظ تحقیقات مربوط به سلول های بنیادی می‌شود. به طور بالقوه این تحقیقات جهت درمان سرطان بسیار موثر هستند و نباید دست آدم های بد با هدف های تجاری به این تحقیقات برسد و ...